# Masburg
Masburg ist eine Ortsgemeinde im Landkreis Cochem-Zell in Rheinland-Pfalz. Sie gehört der Verbandsgemeinde Kaisersesch an.

## Geographie
Masburg liegt in der Osteifel. Zur Gemeinde gehören auch die Wohnplätze und Weiler Birkenhof, Breitenbruch, Haus Constantia, Lindenhof, Masurenhof, Mühlenhof, Pflanzenhof, Präfekturhof, Schnellsmühle und Schöne Aussicht.
Der Ort hat eine Gesamtfläche von 9,12 km², davon sind 3,49 km² Wald.
Nachbarorte von Masburg sind die Ortsgemeinde Urmersbach im Nordosten, die Stadt Kaisersesch im Südosten sowie die Ortsgemeinden Landkern im Süden, Leienkaul im Südwesten, Laubach und Eppenberg im Westen sowie Hauroth im Nordwesten.

## Geschichte
Die erste urkundliche Erwähnung Masburgs erfolgte 1051 in einer Schenkungsurkunde der Königin Richeza als Masbreth.
Bis zum Ende des 18. Jahrhunderts gehörte Masburg landesherrlich zu Kurtrier und war dem Amt Monreal zugeordnet. Innerhalb des Amtsbezirks war Masburg der namensgebende Hauptort eines Hochgerichts, zu dem auch Bermel, Eppenberg, Hauroth, Kalenborn, Laubach und Müllenbach gehörten. Das Hochgericht Masburg war ein Lehen der Grafen von Virneburg. Im Trierer Feuerbuch aus dem Jahr 1563 sind 35 Feuerstellen (Haushalte) in Masburg (Maßpurg) verzeichnet.
Im Jahr 1794 hatten französische Revolutionstruppen das Linke Rheinufer annektiert, von 1798 bis 1814 gehörte Masburg zum Kanton Kaisersesch im Arrondissement Koblenz des Rhein-Mosel-Departements. Der Munizipalrat Masburger Gemeindevertreter in der Mairie Kaisersesch war 1808 der Bürger Theobald. Es gab einen Schullehrer im Ort.
Aufgrund der Beschlüsse auf dem Wiener Kongress (1815) wurde die Region dem Königreich Preußen zugeordnet. Unter der preußischen Verwaltung kam die Gemeinde Masburg zur Bürgermeisterei Kaisersesch im Kreis Cochem, der zum neuen Regierungsbezirk Koblenz sowie von 1822 an zur Rheinprovinz gehörte.
Seit 1946 ist die Gemeinde Masburg Teil des Landes Rheinland-Pfalz, seit 1968 gehört sie der Verbandsgemeinde Kaisersesch an und seit 1969 zum Landkreis Cochem-Zell.
Statistik zur Einwohnerentwicklung
Die Entwicklung der Einwohnerzahl der Gemeinde Masburg, die Werte von 1871 bis 1987 beruhen auf Volkszählungen:
| Jahr | Einwohner |
| 1815 | 440       |
| 1835 | 564       |
| 1871 | 737       |
| 1905 | 860       |
| 1939 | 927       |

| Jahr | Einwohner |
| 1950 | 890       |
| 1961 | 858       |
| 1970 | 995       |
| 1987 | 870       |
| 2005 | 1.087     |

## Politik

### Gemeinderat
Der Gemeinderat in Masburg besteht aus 16 Ratsmitgliedern, die bei der Kommunalwahl am 9. Juni 2024 in einer personalisierten Verhältniswahl gewählt wurden, und dem ehrenamtlichen Ortsbürgermeister als Vorsitzendem.
Die Sitzverteilung im Gemeinderat:
| Wahl | FWGSp a | FWGP b | FWGR c | FWGSg d | FWGK e | FWGM f | FWGA g | FWGB h | Gesamt   |
| ---- | ------- | ------ | ------ | ------- | ------ | ------ | ------ | ------ | -------- |
| 2024 | 6       | 2      | 2      | 2       | 4      | –      | –      | –      | 16 Sitze |
| 2019 | 5       | –      | 3      | 3       | –      | 4      | 1      | –      | 16 Sitze |
| 2014 | –       | –      | –      | 3       | –      | 7      | 2      | 4      | 16 Sitze |

### Bürgermeister
Patrick Schopp wurde am 18. Juni 2019 Ortsbürgermeister von Masburg. Bei der Direktwahl am 26. Mai 2019 war er mit einem Stimmenanteil von 62,57 % für fünf Jahre gewählt worden. Bei der Direktwahl am 9. Juni 2024 setzte er sich mit 60,8 % gegen einen Mitbewerber durch.
Schopps Vorgängerin im Amt war Gerda Mintgen.

### Wappen
| Wappen von Masburg | Blasonierung: „In Silber ein durchgehendes rotes Kreuz, oben rechts ein roter Rost mit darauf quer liegenden grünem Palmzweig, unten links zwei gekreuzte blaue Schlüssel.“ |
| Wappen von Masburg | Wappenbegründung: Das Trierer Kreuz erinnert an die jahrhundertelange Zugehörigkeit zu Kurtrier, Rost und Zweig stehen für den Heiligen Laurentius.                         |

## Sehenswürdigkeiten

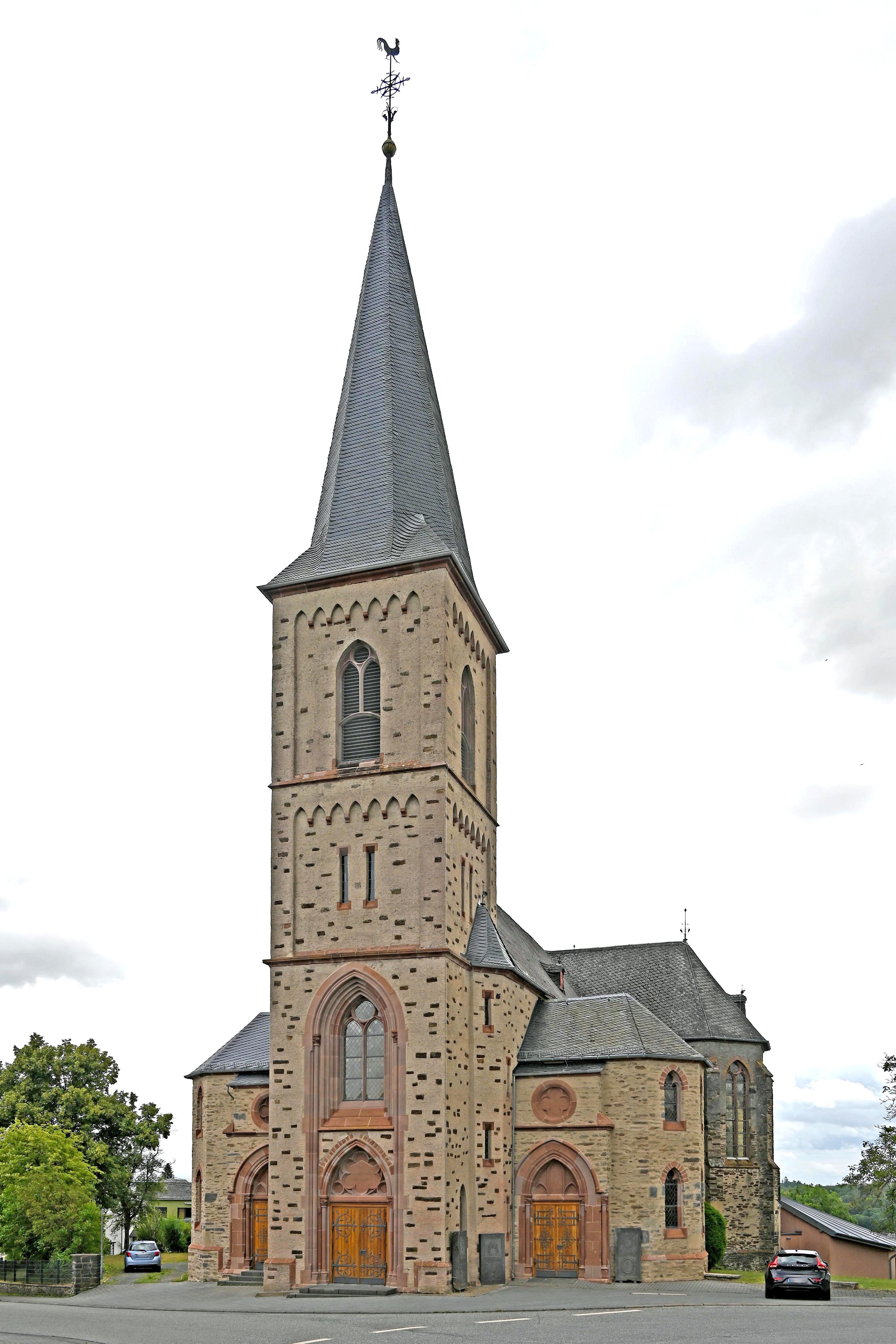
St. Laurentius
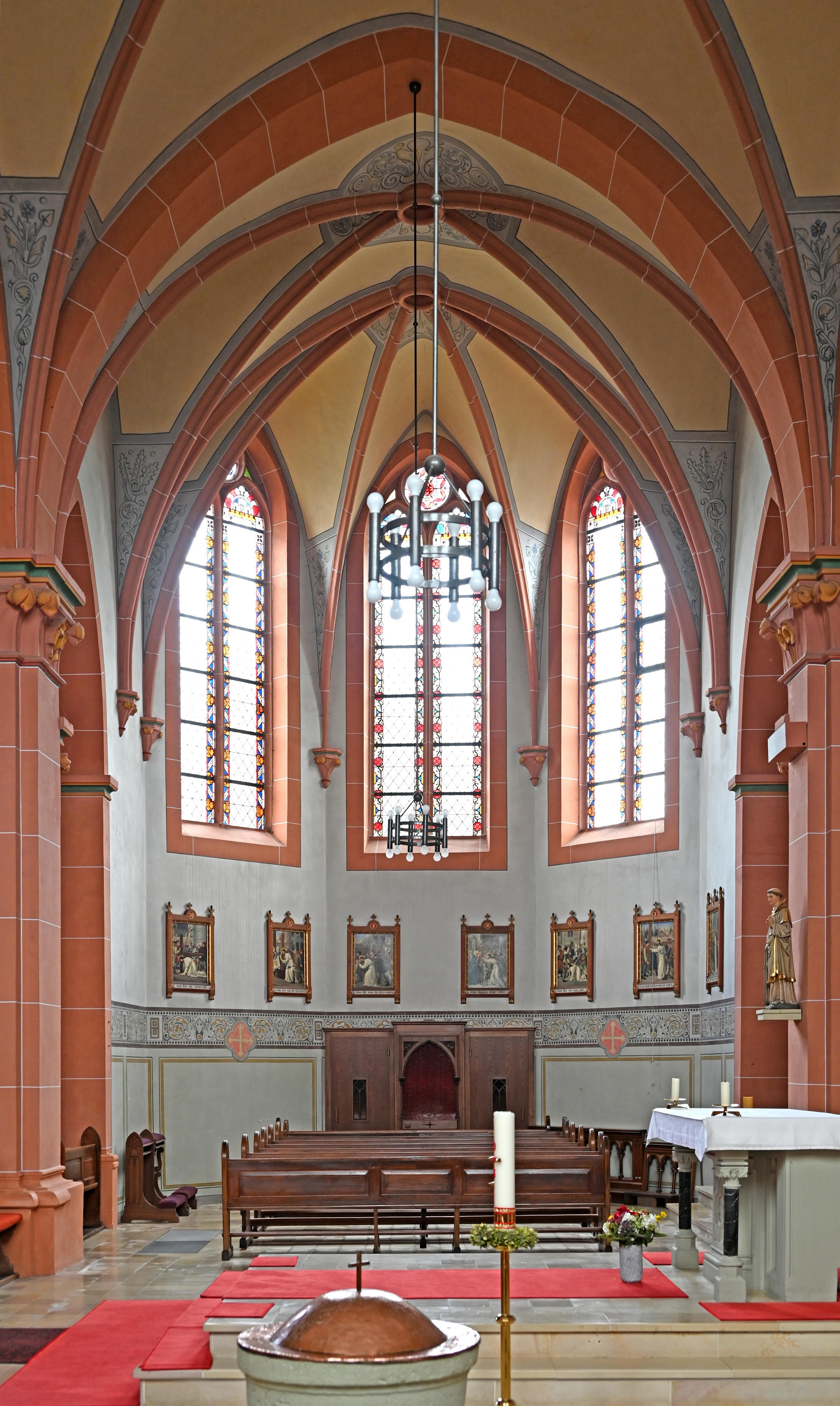
Querschiff
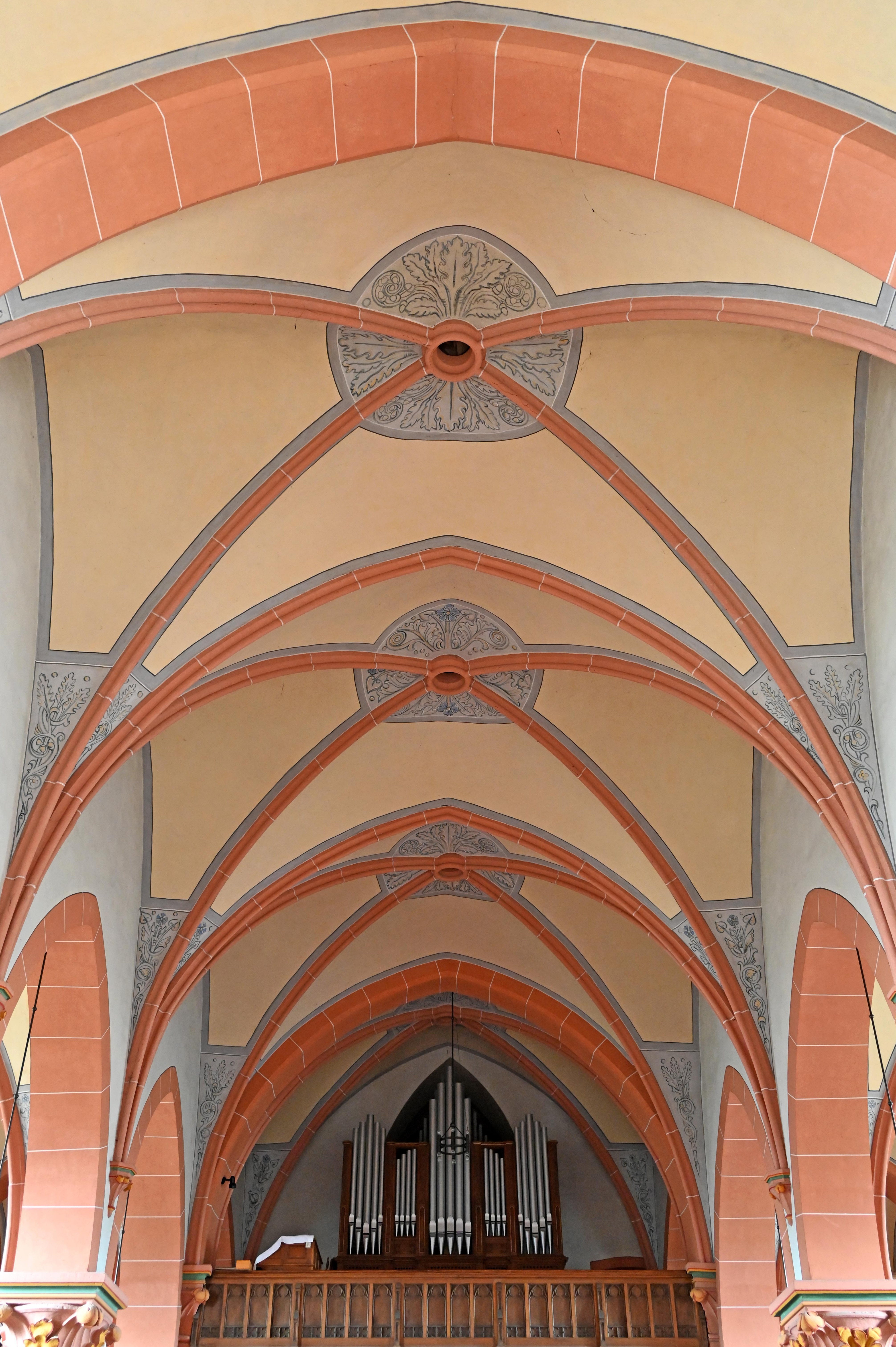
Gewölbe
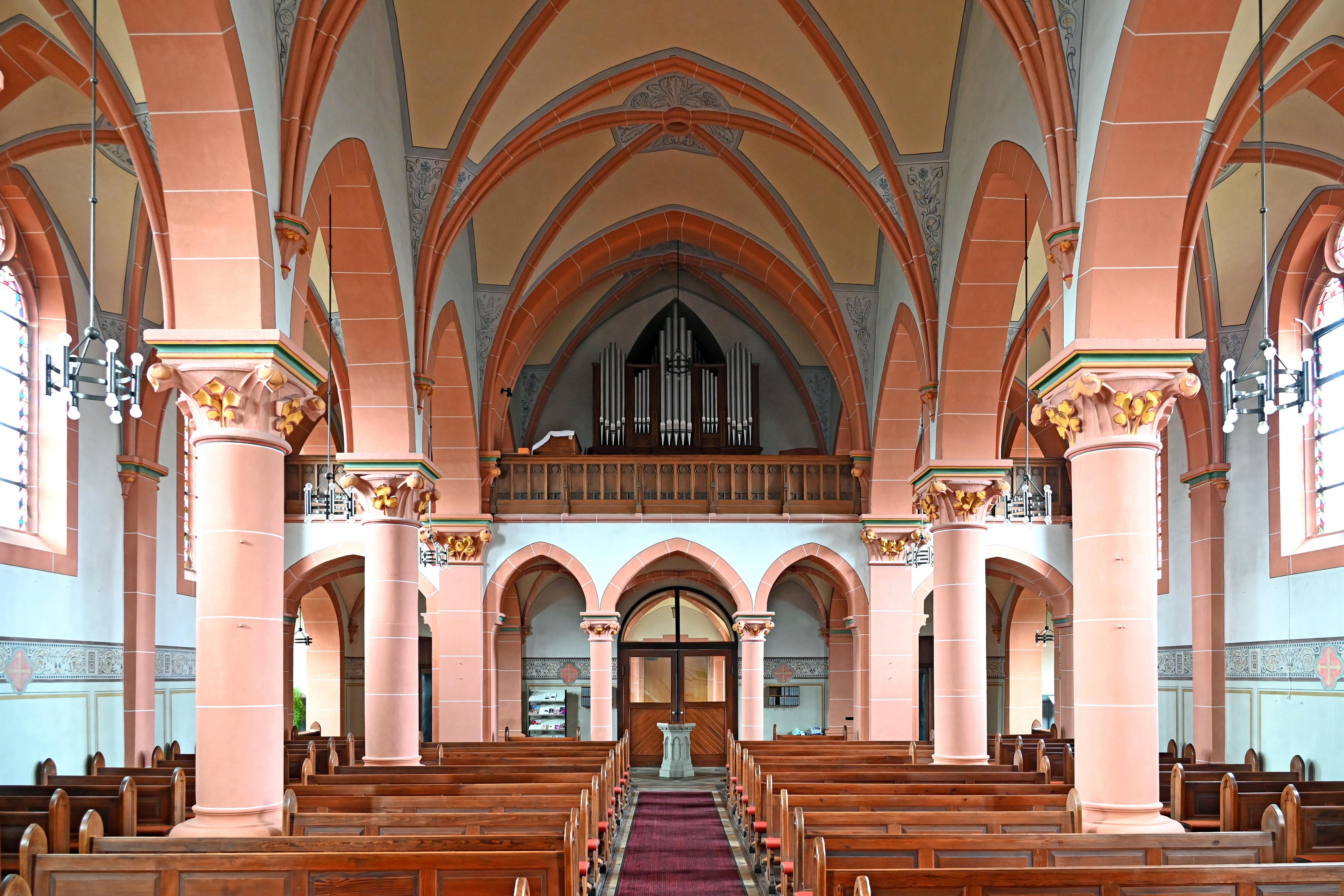
Mittelschiff mit Orgelempore
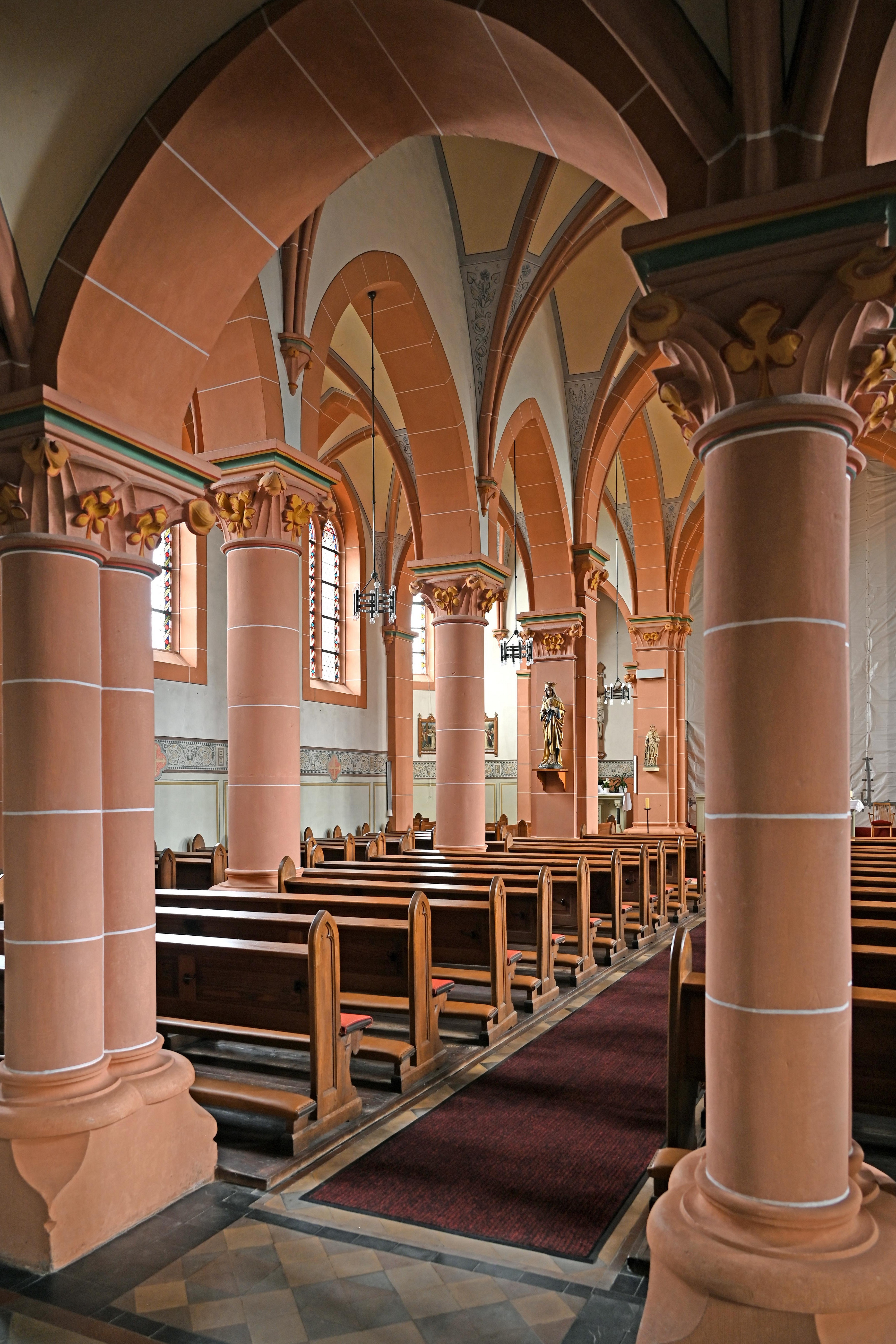
Pfeiler
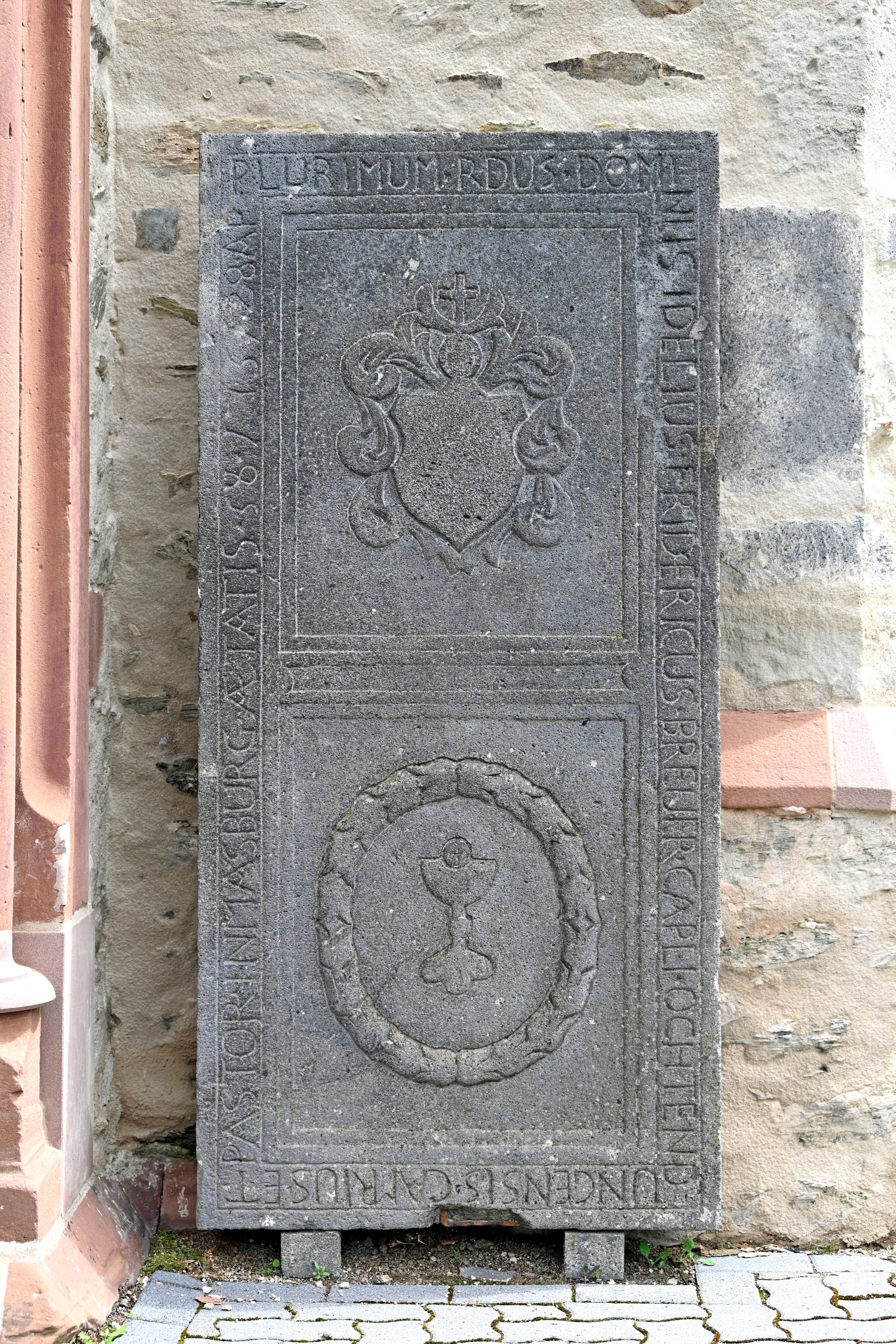
Basaltgrabplatte (1695)
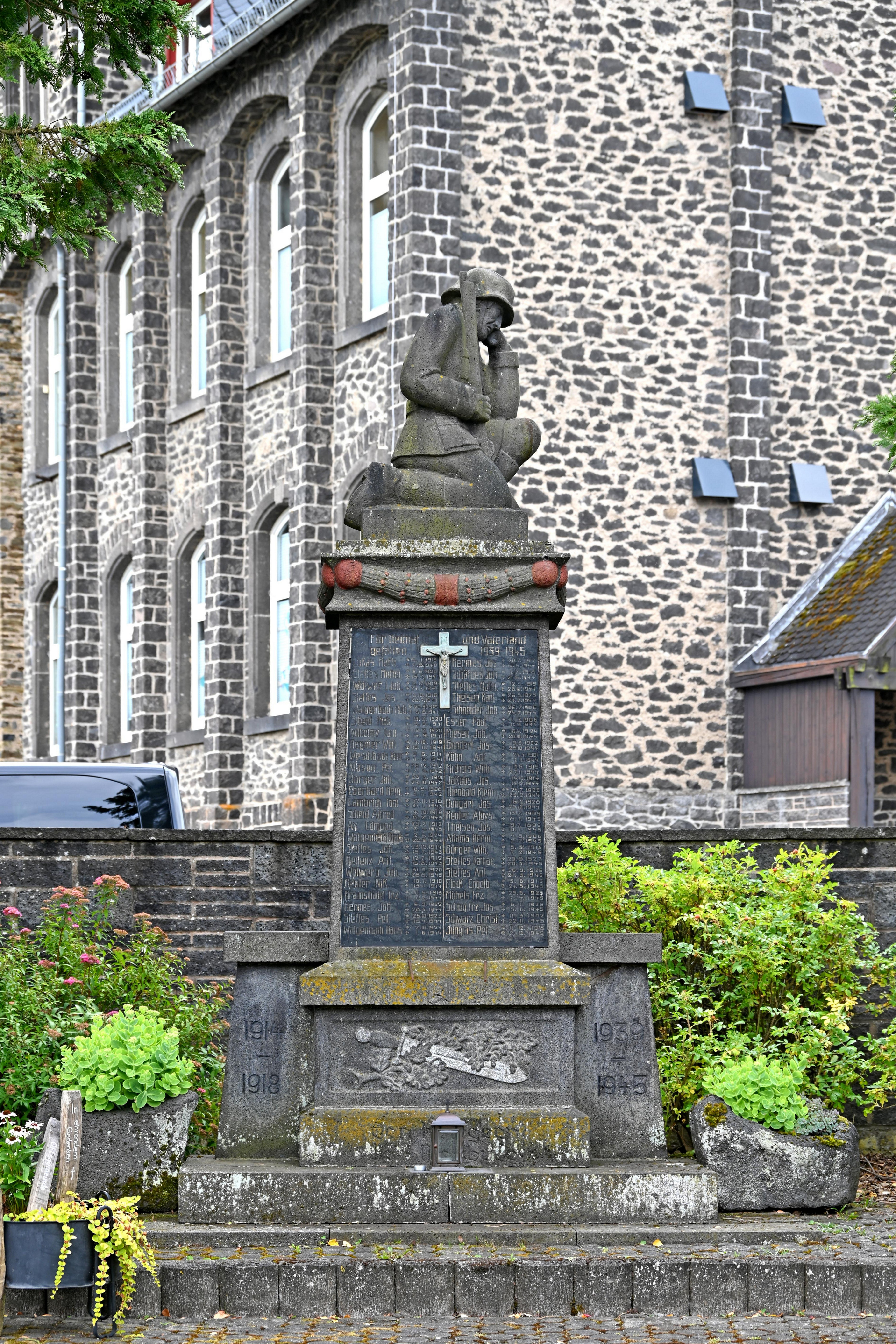
Kriegsopfer-Denkmal

- Glockenturm zur Erinnerung an die 1773 bis 1819 hier ansässige Glockengießerfamilie Miesen

Siehe auch: Liste der Kulturdenkmäler in Masburg

## Wirtschaft und Infrastruktur

### Öffentliche Einrichtungen
Die Gemeinde verfügt über einen Gemeindesaal und eine Mehrzweckhalle.

### Bildung
Das Angebot in Masburg umfasst die katholische Kindertagesstätte St. Laurentius und einen der beiden Standorte der Schieferland-Grundschule Laubach-Masburg. Ihr Träger ist die Verbandsgemeinde Kaisersesch, der Schulbezirk Laubach-Masburg deckt die Ortsgemeinden Masburg, Laubach, Eppenberg, Hauroth, Müllenbach und Kalenborn ab.

### Verkehr
Masburg liegt an der Kreisstraße 12, von der im Ort die K 13 abzweigt.